# إيان إيرفاين
إيان إيرفاين (بالإنجليزية: Ian Irvine)‏ (1950، باثرست في أستراليا)؛ كاتب للأطفال، كاتب وروائي أسترالي.